# ويليام إف. كوب
ويليام إف. كوب هو محامي وسياسي أمريكي، ولد في 20 يونيو 1869، وتوفي في 24 أغسطس 1938 في ماونت بليسانت في الولايات المتحدة. نشط حزبياً في الحزب الجمهوري. وقد انتخب عضو مجلس نواب ولاية آيوا ‏ وانتخب عضو مجلس النواب الأمريكي ‏.